# هولي فيليبس
هولي فيليبس (بالإنجليزية: Holly Phillips)‏ (25 ديسمبر 1969، نيلسون في كندا)؛ كاتِبة وروائية كندية.